# Wanna Be Your Joe
Wanna Be Your Joe è il nono album in studio del cantante statunitense Billy Ray Cyrus, pubblicato nel 2006.

## Tracce
1. Wanna Be Your Joe – 3:12
2. I Want My Mullet Back – 3:18
3. The Man – 3:26
4. I Wouldn't Be Me – 4:10
5. What About Us – 3:01
6. Country Music Has the Blues (with George Jones & Loretta Lynn) – 2:55
7. The Freebird Fell – 4:59
8. I Wonder – 3:46
9. Lonely Wins – 3:28
10. How've Ya Been – 3:19
11. Ole What's Her Name – 4:25
12. Hey Daddy – 3:47
13. Stand (with Miley Cyrus) – 4:19

Tracce bonus/Tracce nascoste
1. A Pain in My Gas (bonus track) – 3:49
2. Without You (bonus track) – 3:41
3. One Night (hidden track) – 2:25